# Skyscraper (Demi Lovato)
Skyscraper è una canzone della cantante statunitense Demi Lovato, estratta come primo singolo dal suo terzo album Unbroken. È stata pubblicata il 14 luglio 2011 dall'etichetta discografica Hollywood Records. Skyscraper è stata scritta da Toby Gad, Kerli Kõiv e Lindy Robbins e prodotta da Toby Gad.
Skyscraper ha venduto 176 000 copie nella sua prima settimana negli Stati Uniti, debuttando alla seconda posizione della classifica digitale statunitense subito dietro Party Rock Anthem degli LMFAO. Grazie alle elevate vendite, il singolo è entrato anche alla decima posizione della Billboard Hot 100, diventando il singolo che si è piazzato più in alto negli Stati Uniti della Lovato dopo This Is Me. È inoltre entrata alla diciottesima posizione in Canada.
Viene certificata disco di platino negli Stati Uniti e disco d'oro in Australia. Di Skyscraper esiste anche una versione spagnola sempre cantata da Demi Lovato "Rascacielo".

## Tracce
Download digitale
1. Skyscraper – 3:43
2. Skyscraper (Instrumental) – 3:39

Download digitale – versione spagnola
1. Rascacielo – 3:42

## Classifiche
| Classifica (2011) | Posizione massima |
| ----------------- | ----------------- |
| Australia         | 45                |
| Belgio (Fiandre)  | 94                |
| Canada            | 18                |
| Danimarca         | 20                |
| Irlanda           | 15                |
| Nuova Zelanda     | 9                 |
| Regno Unito       | 7                 |
| Slovacchia        | 70                |
| Stati Uniti       | 10                |
| Svizzera          | 67                |